# Прогонная улица (Фрунзенский район)
Прого́нная улица — улица во Фрунзенском районе Санкт-Петербурга. Проходит от Волковского проспекта за Бухарестскую улицу в историческом районе Волково.

## История
Название Прогонная улица известно с 1911 года, связано с тем, что по улице прогоняли скот на пастбище.
26 декабря 1940 года была переименована в улицу Высоцкого в честь К. Д. Высоцкого, участника советско-финской войны 1939—1940 годов, Героя Советского Союза. Решение не было выполнено. По современной трассе улица проходит с 1960-х годов.